# Баландино (Чесменский район)
Баландино — деревня в Чесменском районе Челябинской области России. Входит в состав Светловского сельского поселения.

## География
Деревня находится на юго-востоке области, в степной зоне, вблизи истока реки Тугунский Лог (приток реки Тееткан), к северу от Тугунского водохранилища, на расстоянии 9 километров по прямой к юго-востоку от села Чесма, административного центра района. Абсолютная высота 311 метров над уровнем моря.

## История
Статус деревни получен в 1950-х гг. после размещения в населенном пункте отделения целинного совхоза имени Горького.

## Население
| 2002 | 2010 |
| ---- | ---- |
| 152  | ↘103 |

Гендерный состав
По данным Всероссийской переписи населения 2010 года в гендерной структуре населения мужчины составляли 49,5 %, женщины — 50,5 %.
Национальный состав
Согласно результатам переписи 2002 года, в национальной структуре населения русские составляли 66 %.

## Улицы
Уличная сеть деревни состоит из двух улиц.